# دیک پیم
دیک پیم (به انگلیسی: Dick Pym) بازیکن فوتبال زادهٔ ۲ فوریه ۱۸۹۳ اهل کشور انگلستان که سابقهٔ بازی در تیم ملی فوتبال انگلستان را در کارنامهٔ خود دارد. وی در تاریخ ۲۸ فوریه ۱۹۲۵ نخستین بازی ملی خود را در مقابل تیم ملی فوتبال ولز انجام داد و با حضور در ۳ بازی ملی، در تاریخ ۱ مارس ۱۹۲۶ واپسین بازی ملی‌اش را در برابر تیم ملی فوتبال ولز برگزار کرد.